# Constantin Niculescu-Rizea
 Constantin Niculescu-Rizea (Vadeni, 9. rujna 1870. - ?) je bio rumunjski admiral i vojni zapovjednik. Tijekom Prvog svjetskog rata zapovijedao je rumunjskom protupodmorničkom obranom, dok je nakon rata obnašao dužnost zapovjednika rumunjske mornarice.

## Vojna karijera
Constantin Niculescu-Rizea rođen je 9. rujna 1870. u Vedeniju u okrugu Braila. Od listopada 1883. pohađa Pomorsku dječju školu u Galatiju. Odlični rezultati omogućili su mu daljnje školovanje tako da od rujna 1885. pohađa Pomorsku školu u Livornu na kojoj diplomira u lipnju 1891. godine. Potom je raspoređen na službu u Dunavsku diviziju, da bi od 1892. služio na parobrodu Romania. Iduće, 1893. godine, raspoređen je na službu na školski brod Mircea, s kojim posjećuje luke Sinopu, Istanbul i Odesu. Istodobno obnaša i dužnost na polagaču Alexandru cel Bun. U travnju 1896. imenovan je zapovjednikom torpednog broda Naluca, dok od listopada te iste godine zapovijeda ratnim brodom Romania.  Od ožujka 1897. ponovno zapovijeda torpednim brodom Naluca. Od lipnja 1897. služi u Morskoj diviziji, gdje mu je povjereno zapovjedništvo nad krstašem Elisabeta. Godine 1897. premješten je u Constantu gdje od 1899. zapovijeda Pomorskom školom, bivšom Pomorskom dječjom školom u Galatiju koju je nekada pohađao. Istodobno s tom dužnosti s krstašem Elisabeta sudjeluje u izradi zemljovida rumunjske crnomorske obale, koji projekt završava 1900. godine.
U listopadu 1901. premješten je u Dunavsku diviziju, dok od lipnja 1902. zapovijedao torpednim brodom Zborul. Iduće, 1903. godine, zapovijeda minopolagačem Alexandru cel Bun, te se specijalizira za podvodno naoružanje. U veljači 1906. promaknut je u komodora, te imenovan zapovjednikom podmorničke obrane, čime je postao i zapovjednikom svih podmorničkih plovila. U travnju 1908. postaje prvim zapovjednikom monitora Kogalniceanu. Godinu dana poslije, u travnju 1909., imenovan je načelnikom u središnjem ratnom uredu, dok je u travnju 1912. imenovan zapovjednikom pomorskog područja Galati-Tulcea-Sulina. Kao priznati stručnjak za pomorsko naoružanje, u svibnju 1913. postaje članom Tehničkog povjerenstva za pomorsko topništvo, u kojem odboru je bio članom sve do 1920. godine.

## Prvi svjetski rat
Nakon mobilizacije rumunjske Dunavske snage su organizirane kao flotne operacije, te na protupodmorničku obranu na čijem čelu se nalazio Niculescu-Rizea. U tom svojstvu organizira napade na austrougarsku Dunavsku flotilu smještenu u Ruščuku. Nakon povlačenja rumunjske vojske s Dunava, u veljači 1917. je imenovan zapovjednikom okruga Covurlui te organizira masovni premještaj stanovništva i uprave u Moldaviju.

## Poslije rata
Nakon završetka rata Niculescu-Rizea zapovijeda Pomorskim brodogradilištem. U travnju 1920. unaprijeđen je u čin kontraadmirala, dok u listopadu te iste godine postaje načelnikom mornaričkog odjela ministarstva rata. Nakon odlaska admirala Constantina Balescua u studenome 1920. postaje zapovjednikom rumunjske mornarice. U tom svojstvu pokušava opremiti i modernizirati rumunjsku mornaricu kako bi odgovarala potrebama suvremenog ratovanja. Dužnost zapovjednika rumunjske mornarice obnaša do studenoga 1925. godine. U listopadu 1928. imenovan je voditeljem Vojne geografske službe, koju dužnost do travnja 1930. kada je umirovljen.

## Vanjske poveznice
(rum.) Constantin Niculescu-Rizea na stranici Vapoare.blogspot.hr

(rum.) [neaktivna poveznica]

(rum.) Constantin Niculescu-Rizea na stranici Voceaconstantei.ro  Arhivirana inačica izvorne stranice od 28. travnja 2016. (Wayback Machine)